# North Sails

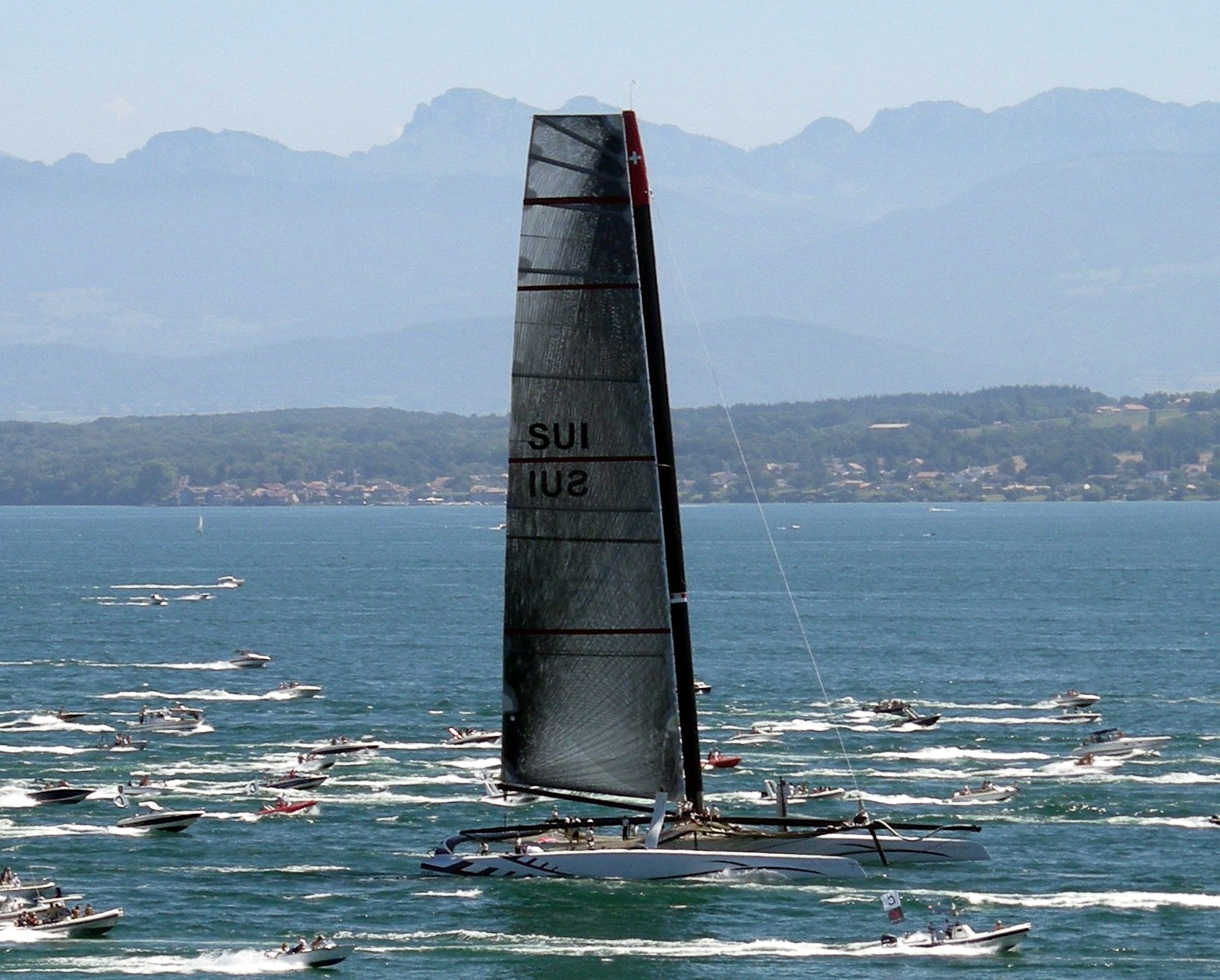
Le catamaran Alinghi 5 avec une grand-voile North Sails

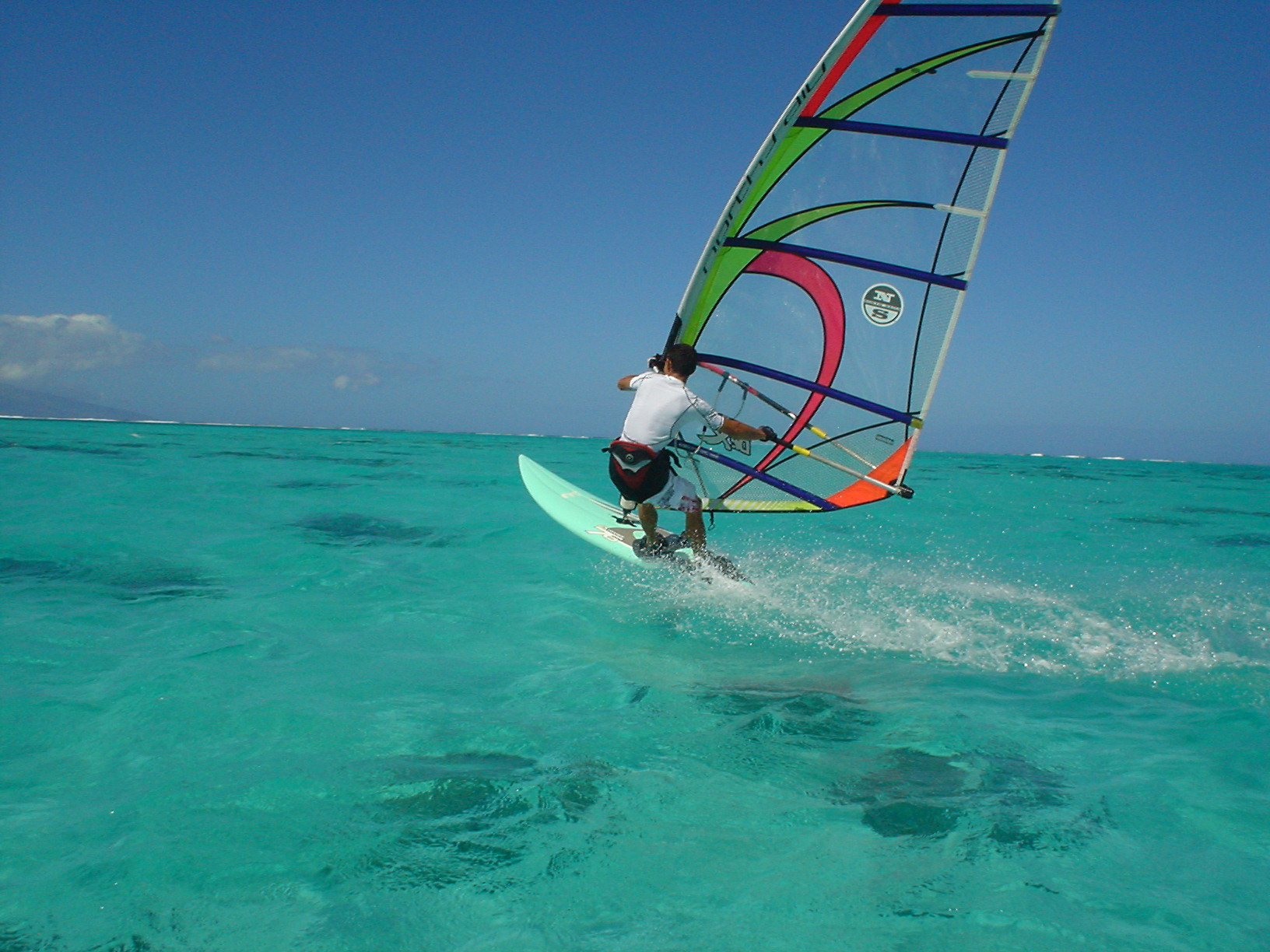
Voile de vague North Sails DrX 5.3 m2 montée sur planche Mistral

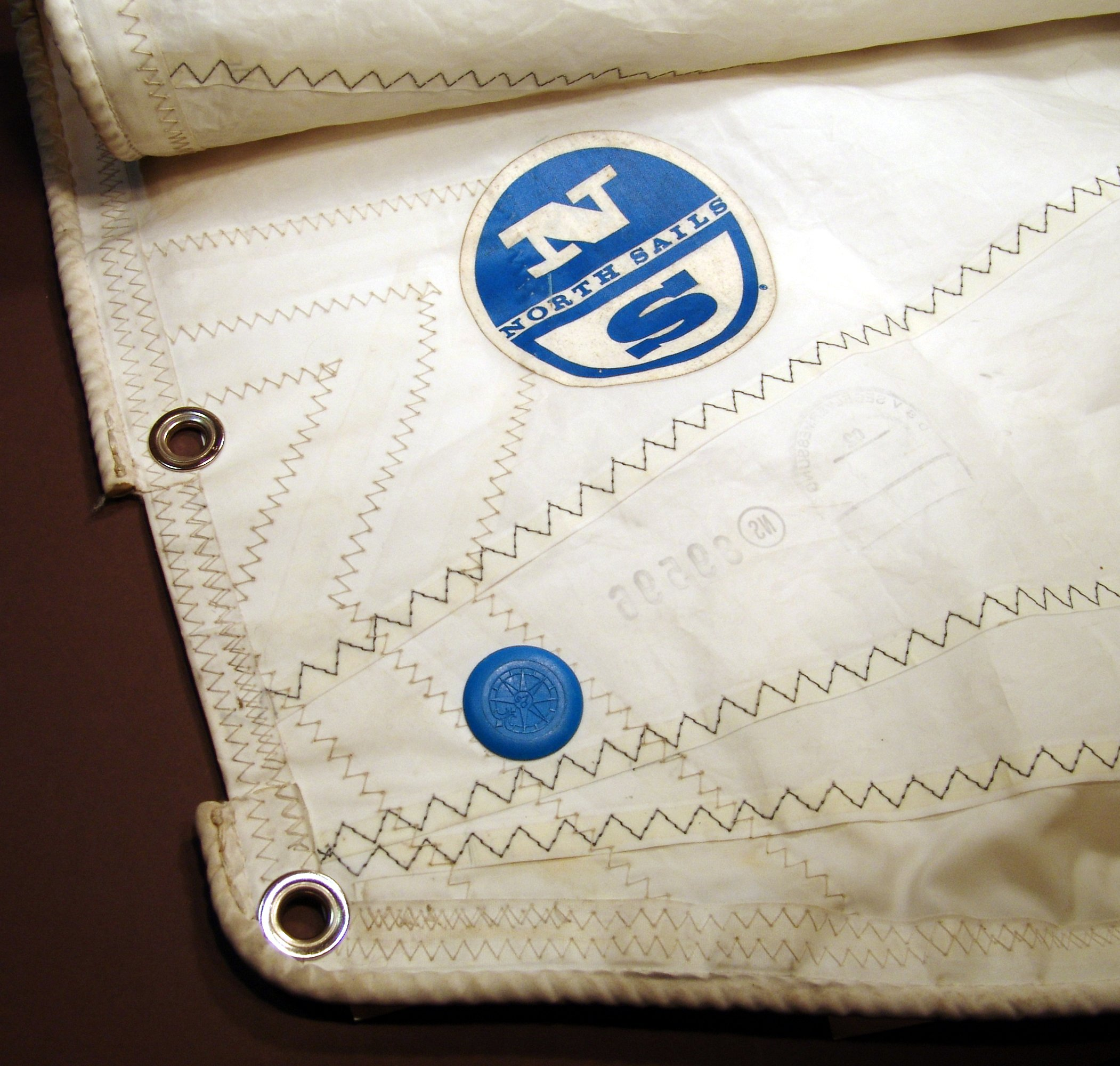
logo de North Sails sur une voile

Pour les articles homonymes, voir Sail.
North Sails est une entreprise américaine fondée en 1957 à San Diego par Lowell North. Elle est spécialisée dans la fabrication de voiles pour voiliers de course et de croisière, planches à voile ainsi que d'ailes pour les kitesurfs.

## North Marine Group
North Sails fait partie du groupe North Marine Group, créé en 1996 et constitué de :
- EdgeWater Powerboats : gamme de bateaux à moteurs insubmersibles ;
- Southern Spars : fabricant d'espars et de gréements dormant en carbone ;
- North Graphics : design graphique et chromie de bateaux (décor personnalisé de voiles et de coques) USA seulement ;
- North Sails Sportswear : gamme de vêtements marins ;
- North Flags : fabricant de drapeaux pour yachts-clubs, clubs de golf, municipalités et entreprises ;
- North Sail Outlet : achat et vente de voilures d'occasion ;
- North Sails Direct : site de vente de voiles et accessoires en ligne.

## Technologie 3DL
La technologie 3DL (en anglais : three dimensional laminated) est un processus qui permet de mouler les voiles sur une plaque modèle. Elle a été imaginée par le voilier suisse Jean-Pierre Baudet.

## Coupe de l'America 2010
Lors de la coupe de l'America 2010, le challenger américain BMW Oracle a attaqué le defender suisse Alinghi sous prétexte que ses voiles de marque North Sails étaient fabriquées aux États-Unis d'Amérique et non en Suisse. Alinghi a alors rétorqué que la fabrication des voiles a été effectuée à Villeneuve à partir de matière première de chez North Sails et que la technologie 3DL a été développée par un Suisse, puis vendue à North Sails.